# FC Turnov
FC Turnov was een Tsjechische voetbalclub uit Turnov. De club is in 1902 opgericht als SK Turnov. De club hield op te bestaan met de fusie met FC Slovan Liberec waarbij het eerste elftal als tweede elftal van Slovan ging functioneren. Onder de namen FC Agro Turnov en SK Český ráj Turnov speelde drie seizoenen op het tweede niveau van het Tsjechisch voetbal.

## Naamswijzigingen
- 1902 – SK Turnov (Sportovní klub Turnov)
- 1953 – DSO Slavoj Turnov (Dobrovolná sportovní organizace Slavoj Turnov)
- 19?? – TJ Slavoj Český ráj Turnov (Tělovýchovná jednota Slavoj Český ráj Turnov)
- 1968 – SK Turnov (Sportovní klub Turnov)
- 1973 – TJ Turnov (Tělovýchovná jednota Turnov)
- 1974 – TJ Sklostroj Turnov (Tělovýchovná jednota Sklostroj Turnov)
- 1981 – TJ Turnov (Tělovýchovná jednota Turnov)
- 1985 – TJ Agro Turnov (Tělovýchovná jednota Agro Turnov)
- 1993 – FK Český ráj Turnov (Fotbalový klub Český ráj Turnov)
- 1996 – FC Turnov (Football Club Turno)
- 1998 – fusie met FC Slovan Liberec → FC Slovan Liberec "B"